# Ausiàs March
Pour les articles homonymes, voir March.
Ausiàs March ou Ausiàs Marc, né à Valence ou Gandia en 1397 ou 1400 et mort à Valence le 3 mars 1459, est un chevalier et poète valencien en langue catalane, considéré comme l’un des plus grands auteurs lyriques du XVe siècle en Europe et une figure majeure de la littérature catalane médiévale. Il rompt avec la tradition troubadouresque pour développer une poésie introspective et philosophique, marquée par sa profondeur morale et une forte originalité stylistique.

## Biographie
En contraste avec son œuvre poétique extrêmement novatrice, la vie d'Ausiàs March est typique de ses contemporains de la petite noblesse valencienne. Les aspects les mieux connus de sa biographie sont sa vie courtisane et ses activités militaires, mais on ne dispose en revanche pas de sources documentant sa facette de créateur littéraire et de très peu d'éléments extérieurs permettant de connaître sa personnalité et son intimité,.

### Jeunesse et origines familiales
Ausiàs March naît dans le royaume de Valence (couronne d'Aragon) en 1397 ou 1400,, probablement à Gandia, (ville où il grandit) mais peut-être à Valence,,,. Il appartient à une famille d'anciens bourgeois et fonctionnaires originaire de Catalogne annoblie en 1360, du temps de son grand-père Jaume,, (où remonte l'installation de la famille dans le royaume). Il est fils du second mariage (en 1379) de Pere March, avec Elionor de Ripoll, probablement très pieuse. L'arrière grand-père paternel d'Ausiàs, également nommé Pere, était trésorier de Jacques II d'Aragon et obtint plusieurs fiefs dans le Baix Empordà (Catalogne),.
Le père d'Ausiàs March s’établit à Valence après avoir servi les rois d'Aragon et comtes de Barcelone Pierre le Cérémonieux et Jean Ier,. La famille acquiert du prestige et possède des domaines dans la région, grâce à la proximité de Pere avec Alphonse d'Aragon, marquis de Villena et premier duc de Gandia,.
Ausiàs, héritier tardif et désiré (son frère aîné Jaume est mort en bas âge, comme probablement son demi-frère Joan né du premier mariage de son père), reçoit une éducation de chevalier, mêlant formation militaire et littéraire,. Âgé de seulement 8 ans, il est émancipé et devient héritier de son père. Ce dernier meurt en 1413, lui léguant d'importants domaines dans le duché de Gandia,. En dépit de ceux-ci, Ausiàs March est un poète de cour depuis son adolescence jusqu'aux années 1430, et il entretient toute sa vie durant des liens de proximité avec les plus puissants,.

### Activités militaires au service de la couronne

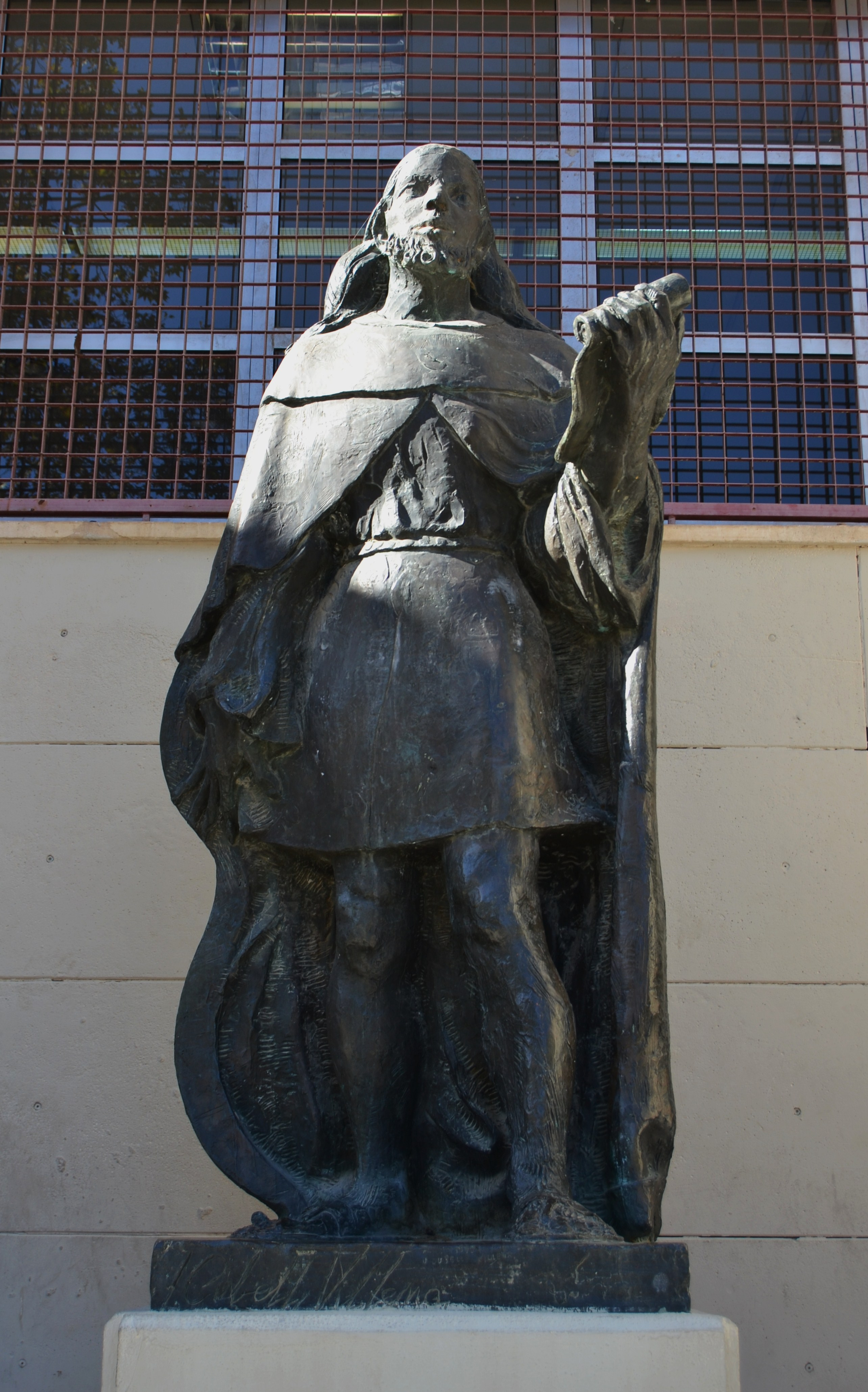
Statue d'Ausiàs March à la bibliothèque municipale centrale de Valence.

À partir de 1415, Ausiàs March entre au service d'Alphonse « le Jeune », second duc de Gandia, qui la même année épouse en seconde noce Aldonça March, nièce d'Ausiàs. Présent peu après à la cour d'Alphonse V d'Aragon « le Magnanime » à Valence, il est probable qu'il y cotoie l'écrivain et chevalier Jordi de Sant Jordi, également une figure du siècle d'or, comme lors de batailles dans les années suivantes.
Entre 1420 et 1424, Ausiàs March participe à l’expédition du Magnanime en Méditerranée occidentale et à plusieurs campagnes militaires,,. Son activité militaire est documentée pour la première fois en 1420 en Corse, à l'occasion de la prise de Calvi, puis de la tentative échouée de siège à Bonifacio l'année suivante,. En 1422, il est de retour à Gandia. Il participe à d'autres campagnes, notamment en Sardaigne et en Sicile,,. En 1424, il rejoint l’expédition de Djerba, au nord de l’Afrique,, (actuelle Tunisie). Il rentre ensuite au royaume de Valence, qu'il ne quittera plus.
En reconnaissance de ses services, le roi Alphonse V lui concède des privilèges,,. En 1425 (ou 1426), March est nommé grand fauconnier du roi,,. Les relations d'Ausiàs March avec son monarque sont évoquées dans des poèmes écrits à différentes périodes de sa vie (XXX, LXXII, CVIII, etc.).
C'est probablement peu de temps après son retrait de la vie militaire qu'il commence à composer ses premiers poèmes connus, une activité qu'il poursuivra jusqu'à la fin de sa vie, bien qu'on en ignore les détails.

### Vie personnelle et mariages
La vie sociale de la petite noblesse valencienne de l'époque est marquée par les fortes rivalités et les litiges entre familles, tensions que l'on retrouve dans la plus grande partie de la vie d'Ausiàs March.
Sa vie personnelle est marquée d'épisodes troubles. En 1425, la reine Marie de Castille ordonne le retour d’un garçon de douze ans ayant fui avec March, qu’elle jugeait en « voie de perdition ». En 1427, il est impliqué dans un procès intenté par la mère d’une jeune femme prénommée Alionor, fille de Roderic Alfonso décrite comme sa « concubine » (avec qui il vit donc publiquement) dans un mandat royal lui ordonnant de la rendre à ses parents, affaire finalement classée sans suite,. En 1428, son nom figure parmi d'autres dans un ordre de détention signé du roi visant les participants à une attaque dont le seigneur Joan de Fluvià, de Ròtova, avait été victime.
À partir de 1433, il est mêlé à plusieurs procès et conflits avec de grands seigneurs, dont le nouveau duc de Gandia,. Toutefois, il maintient des relations courtoises avec la couronne, notamment avec Charles de Viane.
Les premières traces de négociations matrimoniales sont étonnamment tardives, étant donné l'important patrimoine accumulé dont il semblait naturel d'assurer la préservation lorsque Ausiàs en devient l'unique héritier, après la mort de sa mère en 1413. Cette période de tractations matrimoniales correspond approximativement avec celle de la composition des poèmes amoureux. Le poème XXIII (Lleixant a part l'estil dels trobadors) fait l'éloge d'une dame prénommée Teresa, également mentionnée dans d'autres compositions, dont l'identification est incertaine.
Après plusieurs tentatives infructueuses et deux ans de litige autour de fiançailles contractées en 1437 (Ausiàs la fréquentait de longue date mais refuse de contracter le mariage avant le versement de la dot), il se marie en 1439 avec Isabel Martorell, sœur de l’écrivain Joanot Martorell, autre grande figure du siècle d'or valencien, mais celle-ci meurt la même année,,.

Quatre ans plus tard, en 1443, il épouse Joana Escorna en 1443, veuve et dame noble, fille du seigneur de Pedreguer alors âgée d'entre 30 et 33 ans, qui apporte une dot plus importante qu'Isabel,,,. Il s'installe avec elle dès l'année suivante à Valence sans avoir d’enfant jusqu'à sa mort en 1454,,,. C'est probablement au cours de cette période qu'il compose ses « poèmes de vieillesse », caractérisés par un ton « pénitent, satirique ou palinodique ». Il est l’héritier universel de ses deux épouses, bien qu’aucune ne lui ait donné d’enfant légitime. Il reconnaît néanmoins cinq enfants naturels (dont un avec une nonne et un autre avec une de ses esclaves), dont quatre sont encore vivants à sa mort,,,.

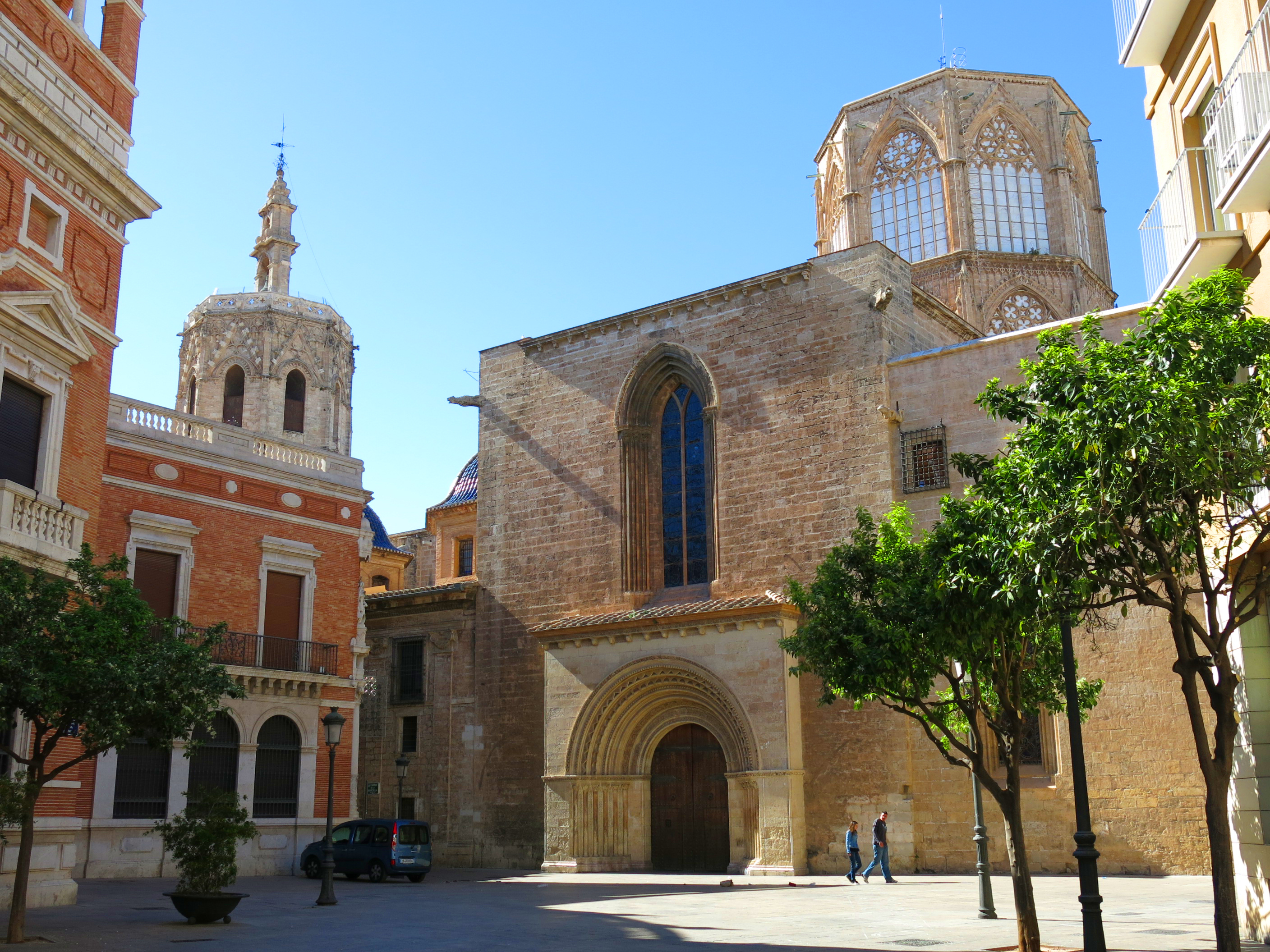
Porta de l'Almoina de la cathédrale de Valence, près de laquelle est enterré Ausiàs March.

### Dernières années
Peu avant sa mort, il est mêlé à un différend impliquant l’un de ses fils illégitimes et Galceran de Vilanova, à la suite duquel il est brièvement emprisonné à Valence en 1457.
Il meurt dans son domicile de Valence le 3 mars 1459,. Il repose dans la cathédrale Sainte-Marie de Valence près de la Porta de l'Almoina tandis que sa famille et ses deux épouses ont été enterrées au monastère de Sant Jeroni de Cotalba.
L'inventaire de ses biens montre qu'il y détenait quelques armes, des équiments de fauconnerie et un petit nombre d'ouvrages, dont un livre de droit, un autre de psaumes et deux de Ramon Llull,.
À sa mort, il laisse une œuvre en vers importante, surpassant en longueur celle des principaux poètes de la tradition occitano-catalane l'ayant précédé.

## Culture littéraire
On ne sait que peu de choses des lectures d'Ausiàs March, néanmoins son œuvre traduit une culture littéraire importante, qui remonte probablement à sa formation de jeunesse. Son œuvre révèle une probable connaissance des classiques romains (notamment Ovide et Virgile, mais aussi Sénèque,), et une familiarité avec les trouvères français et, surtout, les troubadours occitans. Il connaissait également les humanistes italien, notamment Dante et Pétrarque (bien qu'on trouve peu d'influence de ce dernier dans son œuvre). Il est probable qu'une partie importante de cette culture lui a été transmise par son père, lui-même poète, qui avait une bonne connaissance du latin et conservait un dictionnaire de vers troubadouresques. Son père et son oncle Jaume sont parmi les meilleurs représentants de la poésie courtisane en langue catalane du règne de Pierre le Cérémonieux.
Dans l'œuvre de March sont mentionnés les noms de trois poètes, brièvement et sans citation textuelle : Arnaut Daniel, Dante et Pau de Bellviure (en).
On trouve la trace de divers poètes occitans variés dans ses propres compositions, dont Arnaut Daniel, Raimon de Cornet et Peire Raimon de Tolosa.
Ausiàs March avait également une connaissance de la pensée scolastique et de l'éthique aristotélicienne à travers le Livre du trésor de Brunetto Latini. Le poème XLV (Aquell·amor que·s diu voluntat bona) a de clairs reflets de la pensée augustinienne.
Depuis les années 1970, les critiques ont souligné une probable influence sur March de la philosophie de Ramon Lull.

## Œuvre

### Corpus

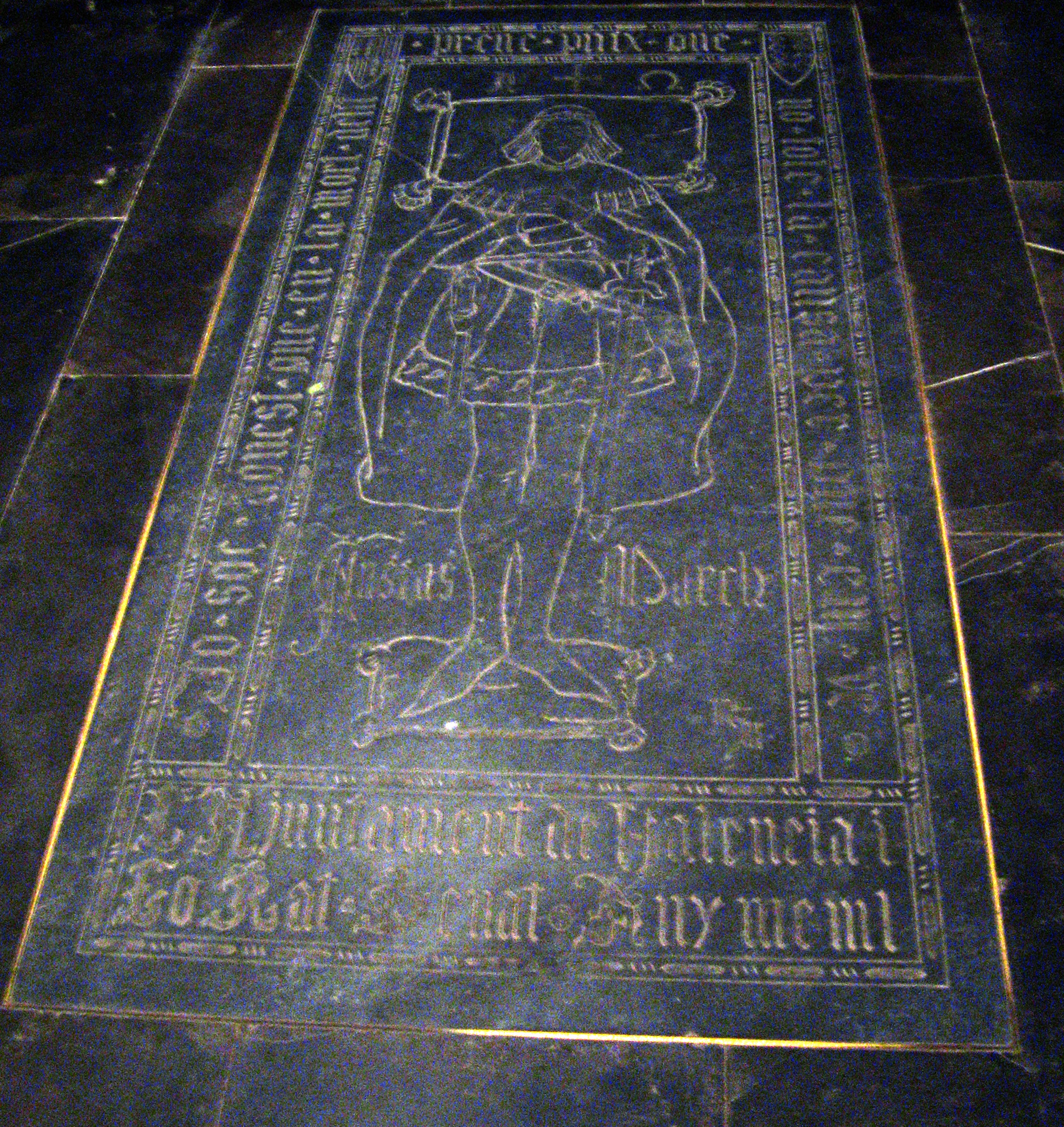
Tombe d'Ausiàs March.

L’œuvre conservée d’Ausiàs March comprend 128 poèmes totalisant plus de 10000 vers,,, composés entre 1425 et 1458. Les poèmes sont identifiés soit par le premier vers (comme le veut la convention de la poésie médiévale occitane, les compositions étant dépourvues de titres), soit par des chiffres romains censés refléter l'ordre chronologique de composition[réf. nécessaire], néanmoins l'établissement précis de ce dernier n'est pas encore entièrement résolu au début du XXIe siècle,. Selon le critère suivi, les textes identifiés comme CXXIIa et CXXIIb peuvent être considérés comme variante d'un seul texte ou comme deux poèmes différents (élévant le nombre d'éléments du corpus à 129),.
Ses premières compositions poétiques remontent au plus tard à 1427,. Le poème considéré comme le plus ancien (Axí com cell qui·n lo somni·s delita) est trop abouti pour être un premier jet et suppose une pratique bien antérieure, bien qu'on ignore tout de ses premiers essais littéraires. Il est probable que ses premiers écrits poétiques aient été réalisés dans le langage occitanisant de ses contemporains, cependant cette langue ne se retrouve nulle part dans l'œuvre connue de March,.
Quelques uns des textes de March sont dédiés à des interlocuteurs célèbres (par exemple les poèmes CXXIIa et CXXIIb, au roi Alphonse le Magnanime).

### Cycles
Dès la première édition imprimé de son œuvre en 1539 (et probablement au moins dès certains manuscrits postérieurs à la mort de l'auteur), on tend à classer ses poèmes en trois ou quatre cycles cycles, correspondant à des grandes thématiques et schématiquement aux présumées grandes étapes chronologiques de la vie de l'auteur (allant des poèmes de jeunesse aux méditations de la maturité, ordre que l'on retrouve partiellement dans certains manuscrits) : les poèmes d’amour, souvent empreints de tourments psychologiques, notamment les 19 poésies composant Plena de seny ; les poèmes moraux, méditations sur la condition humaine, la foi et la mort (les Cants de mort » [« chants de mort »] sont parfois considérés comme un cyle distinct) ; et enfin Cant espiritual (« Chant spirituel »), traduisant une recherche de purification de l’âme,. Le thème de la vieillesse est abordé à partir de 1440, en accord avec le topos littéraire pétrarquien la faisant commencer à l'âge de 40 ans.
Sous l'impulsion principalement de Martí de Riquer puis de Robert Archer, la critique moderne a tendu à faire ce découpage en cycle en fonction d'un certain nombre d'éléments caractéristiques, notamment le senhal — nom fictif du destinataire du poème et qui s'y trouve mentionné (procédé classique de la poésie occitane médiévale) —, ce qui présente le gros inconvénient de ne pouvoir s'appliquer à une partie importante du corpus, les plus de 40 poèmes qui en sont dépourvus. Schématiquement, on passe d'une première phase utilisant un pseudonyme (senhal) féminin — les senhals Plena de seny et Llir entre cards, que l'on retrouve dans une série de poèmes d'amour probablement adressés à la même dame —,, à une autre plus impersonnelle — le poète s'adresse à l'amour (Oh folla amor, Amor, amor) —, puis une invocation religieuse — la Vierge Marie ou l'Esprit saint — pour arriver à la suppression pure et simple du senhal.
Dans ces poèmes de maturité, il approfondit la division intérieure, marquée par des oppositions telles que colère/amour, haine/amour ou oh folla amor, récurrent dans ses refrains. March s'y dépeint comme un homme divisé, presque aliéné, dominé par un amour douloureux mais vital. Il confesse ses fautes dans des œuvres tardives à caractère intime, amorçant un tournant moral et spirituel avec le poème LXXXVII, point de départ de ses grands poèmes didactiques.
Les six Cants de Mort (« Chants de mort », probablement écrits après la mort de sa seconde épouse) et le Cant espiritual (« Chant spirituel ») marquent l’apogée de cette période. Ce dernier est considéré comme l’un des sommets de la poésie catalane.
Selon Marina Mestre, cette approche par cycle ainsi que le classement chronologique des poèmes ont le défaut de « contribuer à renforcer le sentiment d'éclatement du sens de l'ensemble de la poésie marchienne en fixant ainsi une sorte de classement thématique qui laisse entendre son hétérogénéité », ce qui empêche de percevoir sa cohérence.

### Thèmes
Certains thèmes sont récurrents dans l'œuvre de March,.
Le thème primordial est celui de l'amour,, présent dans environ les trois quarts des compositions, représentant environ les deux tiers des vers. Robert Archer dénombre 90 poèmes de March où celui-ci décrit un sentiment amoureux. De nombreux poèmes (75 selon Archer) sont adressés à une dame aimée (désignée par un pseudonyme, le senhal,), parfois exprimé à travers le trope troubadouresque du laus (« louange », poèmes XXIII et LXXII). Les deux senhals les plus fréquents sont Llir entre cards (« Lys parmi les chardons ») et Plena de senya (« Emplie de sagesse »), figurant dans les refrains de 35 et 19 poèmes respectivement. Dans la quinzaine de poèmes d'amour restant, traitant de « faits d'amour » (fets d'amor), la dame n'est qu'un élément implicite et secondaire, la composition se centrant sur la relation du poète avec la figure de l'amour. Différents auteurs comme Arthur Terry et Jordi Rubió (en) indique qu'il faudrait parler de « poésie morale » plutôt que de « poésie amoureuse » à propos d'Ausiàs March,.
Les compositions tardives se portent sur d'autres thématiques : les réflexions théoriques et morales, la mort et la spiritualité (vertu, bonté, relation avec Dieu...), dont les deux exemples les plus connus sont le Cant espiritual et les Cants de mort. Ces derniers sont marqués par un changement de perspective : Dieu se substitue à la dame et le ciel à la terre. Ce qui attire et surprend le plus le lecteur contemporain dans le traitement de la mort par Ausiàs March dans ces compositions est leur apparence d'authenticité personnelle et la réflexion analytique sur le deuil. Ces compositions montrent une probable influence de L'Éthique d'Aristote et des réflexions religieuses de Ramon Llull. March utilise ces références philosophiques comme un cadre lui permettant de développer l'analyse de sentiments variés selon les poèmes.
Sa poésie contient de nombreuses références à la société courtisane et très hiérarchisée dans laquelle il a grandi et vécu, et à laquelle il s'enorgueillit d'appartenir.
Le poème XXX est un sirventès de guerre visant à exhorter les sujets d'Alphonse V à soutenir l'une de ses campagnes militaires,.
On trouve également des thèmes récurrents utilisés pour imager la poésie.
Parmi ceux-ci figure la chasse, dont le poète use comme métaphore des difficultés de l'amour non réciproque. Cette thématique est liée à son expérience de fauconnier au service d'Alphonse V « le Magnanime », qu'il évoque dans le poème CXXII.
Un autre sujet fréquent, typique du XVe siècle valencien, est celui du monde marin (probablement en lien avec son expérience méditerranéenne à Gandia) qui donne lieu à de célèbres images poétiques,. C'est notamment le thème de Veles e Vents (poème XLVI), l'un de ses poèmes considérés comme les plus réussis et probablement le plus connu du grand public grâce à son interprétation par Raimon. Le neuvième vers de celui-ci, « Bullirà·l mar com la cassola en forn » (« la mer bouillira comme la cassole dans le four ») est l'un des plus célèbres du poète. Les métaphores marines (pêche, navigation, vents marins, le port comme lieu de refuge des périlleux rivages...) sont également présentes dans les poèmes LXXIV, LXXVI, LXXXI, LXXXII, XCVIII, C, CII, CIV, CXIII, CXVI, CXIX et CXX. Les tempêtes marines sont des métaphores servant à traduire l'état d'esprit du poète.

### Langue et style

#### Le choix de la langue catalane
Tandis que la prose catalane s'était consolidée au cours du XIIIe siècle, en particulier grâce à Ramon Llull, Ausiàs March est le premier grand poète à écrire en catalan, tous les poètes « sérieux » des Pays catalans le précédant écrivant dans l'occitan de la tradition troubadouresque, langue de cour très afffectée et stéréotypée,,,, dont le dernier grand représentant est le Valencien Jordi de Sant Jordi. Avec Ausiàs Marc, la langue d'oc est définitvement abandonnée par les écrivains valenciens, mais son usage persistera néanmoins en Catalogne au cours de la deuxième moitié du XVe siècle. En ce sens, l'influence de March sur la poésie catalane est comparable à celle Lull sur la prose.
Selon Arthur Terry, ce choix linguistique est une revendication d'indépendance d'esprit de la part de March, qui souhaite ce faisant s'affranchir des conventions de la poésie occitane. Le choix du catalan est sa marque personnelle, qui traduit non pas en réalité une quête de sincérité, comme il le revendique de façon rhétorique, mais une rupture formelle lui permettant de placer le message littéraire sur un plan différent de ses prédécesseurs, une revendication de son originalité, une manière d'affirmer : « je suis différent et je dis des choses différentes, je n'écris pas comme les autres ».

##### Poème XIII (Lleixant a part l'estil dels trobadors)
Le poème XXIII est l'un des plus connus et celui qui a fait l'objet des plus grandes controverses parmi les spécialistes. Selon Marie-Claire Zimmermann, « toute étude sur Ausiàs doit commencer par l'analyse [de ce] poème ».
Les quatre premiers vers du poème XXIII ont été souvent mal interprétés :
« Lleixant a part l'estil dels trobadors

qui, per escalf, traspassen veritat,

e sostraent mon voler afectat

perquè no em torb, diré el que trob en vós. »
« Laissant de côté le style des troubadours

qui, par ardeur, outrepassent la vérité,

et dérobant mon désir affecté

car je ne me trouble pas, je dirai ce que je trouve en vous. »
Il ne s'agit d'un rejet pur et simple des troubadours, March se présente comme l'un d'eux et se considère comme héritier de leur tradition poétique,. À son époque, le mot « poète » ne s'emploie que pour désigner les poètes classiques, alors que ceux qui composent des vers en langue vulgaire sont appelés « troubadours ». Ce rejet de ceux-ci, « qui, par ardeur, outrepassent la vérité », est un procédé littéraire par lequel l'amant dit par hyperbole que, contrairement à ce que font les autres poètes, qui exagèrent, il ne fera qu'énoncer objectivement les vertus de la dame.

#### Métrique et forme
Formellement, l'œuvre d'Ausiàs March s'inscrit de plain pied dans le canon de la poésie troubadouresque en langue d'oc et il fera essentiellement usage de formes métriques typique de cette tradition. La très grande majorité de ses compositions sont écrites en décasyllabes avec césure après la quatrième syllabe organisés en stances de 8 vers. Le système de rime prédominant est une variante de rimes embrassées (abbacddc, deec, etc.). Seul le poème XII est écrit en octosyllabes.
Toutefois, le passage d'une langue à l'autre suppose un important défi sur le plan métrique et de la rime, que March mène à bien, ce qui lui vaut l'admiration de ses contemporains. Sur certains points, l'œuvre de March est également continuatrice des innovations de son temps, comme le révèle l'usage dans 8 poèmes de vers au format estramp (ca), dérivé de la cobla occitane propre à la poésie catalane,.
De façon générale, sa poésie se caractérise par une certaine austérité formelle, le peu de variété des formes de mètres et de strophes employées,. Il s'agit là encore de se démarquer, non seulement de la poésie troubadouresque mais aussi des autres grandes traditions poétiques de son temps (en galaïco-portugais, ancien français, castillan ou italien). L'éloignement de la rhétorique formelle est une manière d'affirmer rhétoriquement l'authenticité de sa propre poésie, qu'il présente comme « paraula dient ver » (« parole disant vrai ») tandis qu'il ironise sur ceux qui ont l'habitude d'« afalagar orelles ab rahons » (« flatter les oreilles avec des raisonnements »).
Un élément nouveau introduit par March par rapport aux poètes des trois siècles précédents est la place accordée au début des poèmes : là où la forme traditionnelle veut que le poète annonce clairement dès les premiers vers le sujet principal de la composition, qui est ensuite développé de façon progressive et conventionnelle, Ausiàs March se permet de ne donner que des éléments fugaces, parfois la simple expression d'un sentiment intérieur, le thème n'étant découvert que peu à peu au fil du texte.

#### Figures de rhétorique
March fait un usage fréquent de la comparaison, qu'il exploite extensivement : Robert Archer recense chez le poète 109 comparaisons (apparaissant dans 80 poèmes) filant une image sur 4 vers. Dans certains cas, la comparaison permet d'introduire de façon anticipée le thème annoncé dans le refrain. Un bon exemple de l'usage de la comparaison filée est le début du poème XXIX :
« Sí com lo taur se·n va fuyt pel desert

quant és sobrat per son semblant qui·l força,

ne torna may fins ha cobrada força

per destruir aquell qui l’ha desert [...] »
« Comme le taureau qui fuit dans le désert lorsqu'il est vaincu par son semblable et ne revient pas s'il n'a recouvré la force pour vaincre celui qui l'a humillé [...] »
D'autres moyens rhétoriques utilisés sont l'allégorie (particulièrement fréquente), l'hyperbole, la personnification (notamment dans les dialogues des poèmes IV et LII) et l'antithèse. Un bon exemple d'utilisation de l'allégorie est le célèbre poème X (Sí com un rei, senyor de tres ciutats, « Comme un roi, seigneur de trois cités »), dont le sens (la signification pour le poète) n'est explicité que dans la troisième strophe. Certaines figures complexes utilisées par March ne sont pas identifiées et n'ont pas de nom pour les désigner à son époque, comme c'est le cas du concepto, décrit deux siècles plus tard par Baltasar Gracián, par exemple dans un autre poème célèbre Lo jorn a por de perdre sa claror (« Le jour craint de perdre sa clarté », XXVIII).

#### Style
L'œuvre d'Ausiàs March s’inscrit dans une perspective à la fois lyrique, morale et philosophique. Ses vers sont parfois hermétiques et l'interprétation d'un grand nombre d'entre eux fait l'objet de désaccords entre spécialistes,.
Ausiàs March se distingue par une introspection poussée, une syntaxe rigoureuse, et une langue expressive souvent rude ou sombre. Il rompt avec les conventions poétiques de son temps par une voix singulière et analytique, alternant entre raisonnement austère et éclats émotionnels, expression d'une forte personnalité. Si le vocabulaire qu'il utilise est globalement familier aux lecteurs de l'époque contemporaine, il est néanmoins réputé être un poète obscur et difficile, même pour les spécialistes de son œuvre, dont les vers sont considérés énigmatiques, notamment à cause de sa syntaxe et de ses idées philosophiques peu accessibles.
Si la question du destinataire de ses écrits n'est pas claire (écrit-il pour lui-même, pour la dame convoitée ou pour le nouveau public des nouveaux aristocrates instruits ?), il prend soin de se présenter dans ses textes comme quelqu'un d'unique et d'original, qui dit des choses nouvelles et importantes, dans les mots de Josep Ferrer i Costa comme « un illuminé, [...] dépositaire d'une révélation unique qui lui donne une connaissance subtile de la réalité, au-delà de ce que la connaissance commune atteint ».
March se démarque des conventions du style troubadouresque. Il revendique une poésie fondée sur la « vérité », qui rapporte le monde — « si amor delit jamés portà, / yo só aquell qui·n puc fer lo report » —, et une science de l’amour, qui tout en montrant des influences de la pensée aristotélico-thomiste, est pour le poète une véritable quête ontologique plutôt qu'un exposé doctrinal, ce qui constitue sa grande originalité. Il oppose l’amour spirituel — contemplation pure de l’être aimé — à l’amour sensuel, animal, la doctrine à la confidence, le rationnel à l'irrationnel, et explore les contradictions entre ces deux pôles, reflétant la nature duale de l’homme,,. Cette manière de théologiser la poésie n'est pas propre à March, elle se retrouve dans d'autres écrivains de son époque, ainsi que dans le dolce stil novo de Dante, et est une conséquence de l'irruption de la nouvelle classe des intellectuels laïcs du bas Moyen Âge dans la haute culture de leur temps.
Ses poèmes explorent avec intensité la tension entre le désir charnel et la quête spirituelle, l’orgueil et l’humilité, l’âme et le corps. Il s'éloigne des lieux communs de l'amour courtois pour décrire un amour qui se revendique comme véritable, mêlant corps et âme, en développant une voix lyrique très personnelle, marquée par une densité expressive, une rigueur de pensée et une forme d'introspection qui annoncent la modernité,,,,. Il recourt peu à la métaphore courtoise et lui préfère un langage direct, parfois austère, lapidaire, voire cru, pour traduire les tourments intérieurs,. Cette tendance est très marquée dans ses derniers poèmes d'amour (122, 123, 127, etc.), où March est pratiquement inventeur d'un nouveau langage poétique pour la lyrique catalane, devenant sous sa plume méconnaissable de la codification extrême caractéristique de poésie héritière des Jeux floraux et des Leys d'amors.
Certains de ses poèmes les plus marquants sont remarquables par la tension qu'ils expriment entre recherche créative et innovatrice et observation des préceptes littéraires de son temps, comme dans Veles e vents han mos desigs complir (« Voiles et vents accompliront mes désirs », XLVI), peut-être le plus connu du grand public, où March fait usage de l'hyperbole pour décrire une scène aux accents apocalyptiques.

#### Originalité et modernité
Tout au long de son œuvre poétique, March construit l'image de lui-même comme une grande figure poétique — Yo só aquest que·m dic Ausiàs March (« Je suis celui qui s'appelle Ausiàs March ») —, dont il met en scène les tourments intérieurs. Comme François Villon, il introduit « dans le champ de la lyrique le flux de la réalité quotidienne » et fait de « la lyrique l'expression d'un je en débat, d'une conscience malheureuse ».
Il adopte certaines structures du Canzoniere de Pétrarque, comme le poème court et la réflexion sur l’amour idéalisé, mais les détourne en profondeur. L’amour chez March n’est pas célébré de manière conventionnelle : il est souvent source de souffrance, de conflits intérieurs, voire d’angoisse. L'originalité de March lorsqu'il traite d'amour, et ce qui justifie sa recherche de nouvelles modalités linguistiques et d'écriture, est qu'il ne parle pas de l'amour en soi, mais des « primors que amor a mi revela » (« primeurs qu'amour me révèle »), « de ço que en mi s'esdevé » (« de ce qui en moi advient »), ce que le langage de ceux qu'il appelle « sabents » (« savants ») ou de la « sciència » (« science ») ne peut exprimer.
Par exemple, dans le poème XLIII (Coratge meu, a pendre esforç molt tard), March fait usage du topos troubadouresque de l'amant timide, mais il s'éloigne de la froide analyse traditionnelle, dans laquelle la voix poétique n'est que la traduction d'un ensemble de lieux communs, pour développer une description introspective, un « je » poétique personnel qui donne vie à sa poésie et lui confère un caractère de modernité. Dans les mots d'Arthur Terry, à travers le « je » qu'il présente dans ses poésies, Ausiàs March « manipule les conventions existantes jusqu'à un degré absolument anticonventionnel ». Il proclame la vérité de sa poésie — « mos escrits no creeu ésser faula » (« ne croyez pas que mes écrits soient fable [fiction] »), poème XXXVIII —, l'adéquation entre le « fait » et le « dit », contre ceux de son temps tendent à la considérer comme un exercice littéraire formaliste, rhétorique et creux. D'où l'emploi récurrent d'un lexique faisant référence au langage parlé : dir, parlar, dits, dictats, cridar, recontar.

## Diffusion

### Manuscrits et premières impressions
Les textes d'Ausiàs March sont connus grâce à treize manuscrits des XVe et XVIe siècles (quatorze selon Robert Archer), ainsi que dans cinq éditions anciennes publiées entre 1539 (par Jeroni Figueres) et 1560,, dont la première à Valence, avec prologue et traduction en espagnol, republiée à Séville sans le texte catalan en 1553, et une à Valladolid en 1555, sans traduction mais munie d'un glossaire étendu). Aucun des manuscrits connus n'est un original ou une copie supervisée par l'auteur. On sait qu'après sa mort de nombreux manuscrits circulent, dont une bonne partie sont des recueils visant l'exhaustivité. Plusieurs manuscrits sont perdus lors de l'incendie de la bibliothèque d'El Escorial en 1671. Les versions imprimées entre 1539 et 1560 apportent peu de matériel nouveau par rapport aux manuscrits, ce qui laisse penser qu'un certain nombre de manuscrits ont été irrémédiablement perdus.
La première édition presque complète de son œuvre est publiée à Barcelone en 1543 et regroupe 122 poèmes,.
Les manuscrits les plus complets et importants sont le manuscrit « H », dénommé Cançoner de Saragossa (« Chansonnier de Saragosse, 1461), et trois autres respectivement conservés par la Hispanic Society of America à New York (« N », ca. 1465), à la Bibliothèque générale historique (es) de l'université de Salamanque (« F », proche mais probablement plus tardif que « N ») et à la Bibliothèque nationale d'Espagne (« D », copie antérieure à 1543). Les autres manuscrits du XVe siècle sont très incomplets.

### Éditions, anthologies et traductions
L'œuvre d'Ausiàs March a fait l’objet de nombreuses études critiques et son œuvre a été publiée et traduite à de multiples reprises.
Ses œuvres sont rapidement traduites : en castillan (39 poèmes par Baltasar de Romaní (es) en 1539 puis 97 poèmes par Jorge de Montemayor en 1560, tous deux à Valence) ; en latin par le Valencien Vicent Mariner dans ses Opera omnia (Tournon, 1634),.
L'œuvre d'Ausiàs March est en grande partie connue du grand public contemporain à travers les nombreuses anthologies qui ont été publiées. Ces recueils reprennent souvent un corpus récurrent (par exemple les poèmes Llir entre cards) et tendent à mettre en avant une variété de thèmes et de formes qui sont jugés pertinents pour le lecteur contemporain mais peuvent donner une image peu représentative de la production du poète,.
Dans l'époque contemporaine, les textes d'Ausiàs March, qu'il s'agisse de sélections de poèmes ou, plus rarement, de son œuvre complète, ont été traduits ou publiés en version bilingue en castillan, anglais et allemand,,.
En 2009, Vicent Martines dirige l'édition d'un ouvrage en deux volumes rassemblant les traductions de 8 poèmes d'Ausiàs March en 25 langues (allemand, anglais, arabe, basque, chinois, coréen, espagnol français, galicien, grec, hébreu, hongrois, italien, japonais, néerlandais, occitan, persan, polonais, portugais, roumain, russe, suédois, tagalog, tchèque et ukrainien). Ce projet mobilise 160 chercheurs et traducteurs venus de quatre continents et de plusieurs dizaines d'universités. Les poèmes choisis sont Així com cell qui en lo somni·s delita (I), Alt e amor, d’on gran desig s’engendra (III), ¿Quins tan segurs consells van encercant (XI), Lleixant a part l’estil dels trobadors (XXIII), Lo jorn ha por de perdre sa claror (XXVIII), Sí com lo taur se’n va fuit pel desert (XXIX), Veles et vents han mos desigs complir (XLVI) et Quan plau a Déu que la fusta peresca (LXXXII),,.
Un autre texte fréquemment inclus dans les anthologies est le poème LXXIII (No pens algú que m'allarg en paraules, « Que personne ne pense que je me répands en paroles »), qui aborde de façon condensée de multiples thèmes et recours rhétoriques.
En français, on ne dispose pas d'édition de l'œuvre complète d'Ausiàs March, mais uniquement de fragments ou d'anthologies (notamment les Chants de mort et le Chant spirituel).

### Éditions critiques et études académiques
À la suite de son succès dans les milieux littéraires du XIXe siècle, sa figure et son œuvre ont été au centre d'attention d'un grand nombre d'études académiques, travaux critiques ou republications,.
La première édition critique de l'œuvre d'Ausiàs March est réalisée par Amédée Pagès et publiée en 1912–1914 en deux volumes (rééditée en 1991 par le Conseil valencien de culture),. Les travaux de Pagès, commencés des décennies auparavant, constituent le deuxième jalon fondamental de la diffusion des œuvres de March après l'apparition de l'imprimerie et ils établissent déjà les grandes lignes que les chercheurs exploreront par la suite, notamment son classement chronologique et ses choix philologiques pertinents,,,. Pagès rassemble 128 poèmes, mais le corpus diffère de celui établi par les philologues plus récents. En revanche, les critiques ultérieurs ont assez largement délaissé les lignes d'interprétation du corpus initiées par Pagès,.
Les autres éditions critiques disponibles sont celles de Bohigas (1952-1959), Joan Ferraté (1994) et Robert Archer (1997 et 2021),,.
Les éditions les plus marquantes sont les republications de traductions anciennes en castillan par Martí de Riquer (1946) et la collection Els Nostres Clàssics (« Nos classiques », 1952–1959) de la maison d'édition Barcino (ca).
La bibliographie autour de March a fait l'objet de différentes études, par exemple de la part de Joan Santanach i Suñol (ca) ou de Lluísa Esteve et Laura Ripoll,. Entre 1985 et 1997, Vicent Martines recense 133 nouvelles études sur March portant sur des thèmes variés (études générales, commentaires de poèmes, psychologie et philosophie, langage poétique, place dans la lyrique espagnole et dans d'autres langues, etc.).
Autour du début du XXIe siècle, la recherche sur Ausiàs March se focalisent essentiellement sur certains aspects précis de son œuvre, notamment ses influences.

## Influence et postérité
Ausiàs March est fréquemment considéré comme le plus grand poète hispanique avant Garcilaso de la Vega, le plus grand poète de langue catalane et l’un des piliers de la poésie européenne du XVe siècle,. L'influence de sa poésie est fondamentale dans les traditions littéraires catalane, espagnole et européenne.
Selon le philologue britannique Robert Archer, spécialiste d'Ausiàs March, « March n'est pas seulement le poète catalan médiéval le plus important. Il est aussi le poète médiéval le plus important de toute l'aire ibérique. Et l'un des plus importants du XVe siècle dans toute l'Europe. Dans l'aire péninsulaire, il n'existe aucun autre à qui il puisse être comparé jusqu'à Góngora, à la fin du XVIe siècle. » Il ajoute que de nombreux hispanistes mésestiment selon lui cette influence car ils se focalisent excessivement sur la littérature en langue castillane.

### Réception
La poésie d'Ausiàs March a un caractère fondamentalement novateur dans le contexte socioculturel de l'époque de sa production, non seulement dans la langue employée mais aussi dans sa pratique littéraire et dans le rapport qu'il instaure entre l'auteur et son œuvre. Le début de l'activité poétique de March marque pour la littérature catalane une révolution compraable à celle de Pétrarque pour la langue italienne.
De son vivant déjà, March est connu comme le plus grand écrivain sur le thème de l'amour et sa voix poétique est devenue le meilleur représentant de la figure de l'amoureux,. Au siècle suivant, il est également unanimement considéré comme supérieur aux près de 200 autres écrivains en catalan (« occitanisé » ou non) contemporains.
Dans les premières décennies du XVIe siècle, avec la consolidation de l'imprimerie, il devient avec le Castillan Juan de Mena, auquel il est souvent associé, une figure incarnant la grande poésie d'Espagne, dont l'œuvre est digne de louange et de fierté pour tout l'Empire. Ce n'est qu'à partir du milieu des années 1570 que tous deux seront remplacés par Garcilaso de la Vega dans l'imaginaire « national ».
Son influence est profonde sur la poésie espagnole du XVIe siècle (notamment sur les poètes castillans) et perdure au XVIIe siècle. Parmi les poètes castillans qu'il a directement influencés figurent Juan Boscán et Garcilaso de la Vega (qui le connaissaient probablement via des manuscrits). Des éléments biographiques amènent à considérer que l'œuvre conservée de Lluís de Vila-rasa fut écrite sous l'influence d'Ausiàs March.

Il est traduit dès la Renaissance en castillan et célébré par les humanistes. Il inspire des auteurs aussi divers que le Castillan Garcilaso de la Vega (qui imite un passage du poème I dans son sonnet XIV), le Valencien Joan Roís de Corella (dernier grand écrivain du siècle d'or), ou encore les écrivains modernes catalans comme Salvador Espriu ou Carles Riba. Parmi ses contemporains, il est admiré d'Íñigo López de Mendoza, marquis de Santillana et l'une des plus grandes autorités littéraires de son temps, qui le présente en 1449, dans un courrier au connétable de Portugal, comme un « excellent troubadour, [...] doté d'un bel esprit » (« Mosén Ausias March, el qual aun vive, es grand trobador, e hombre de asaz elevado spíritu »).

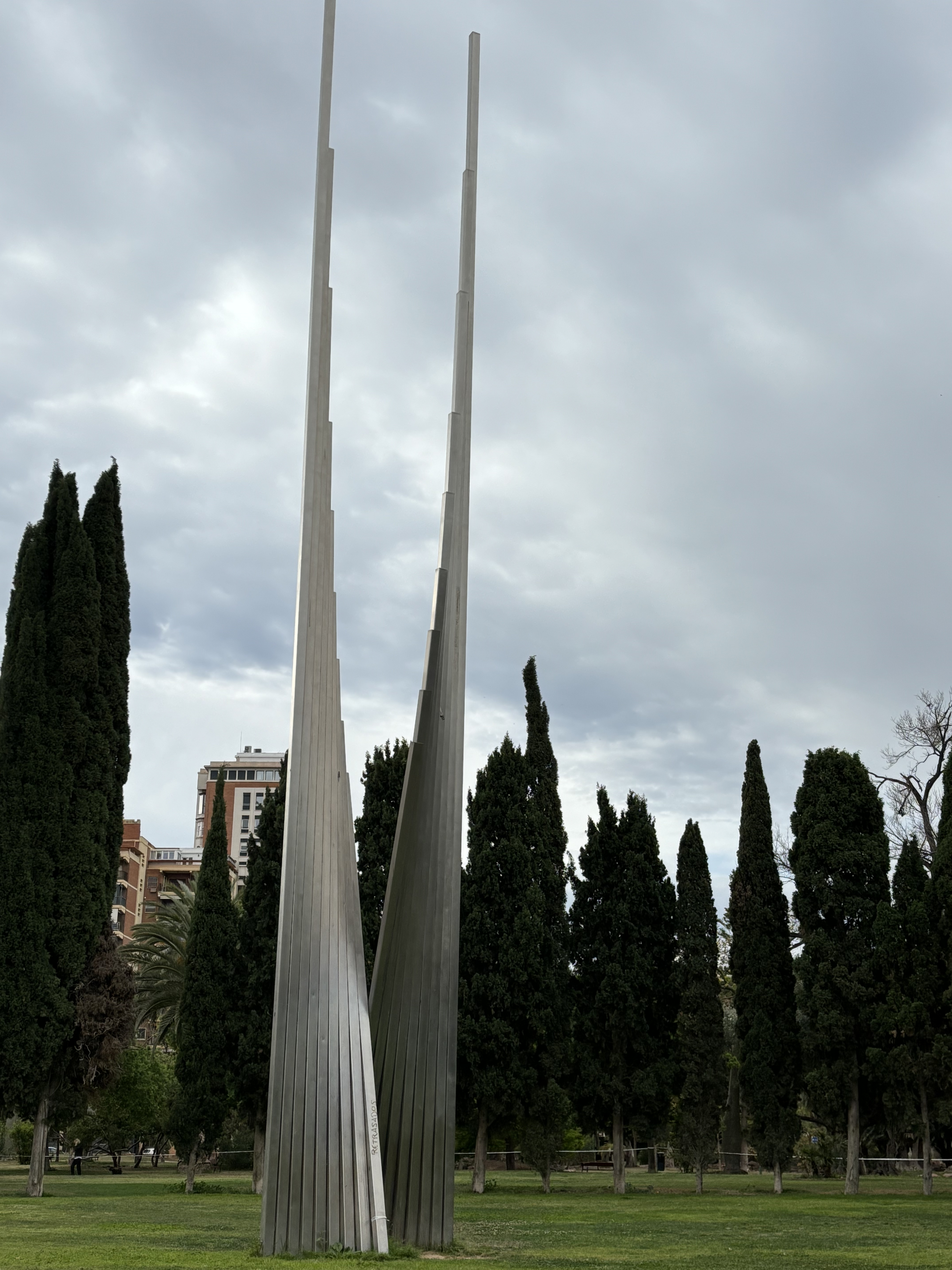
Sculpture en hommage à Ausiàs March dans les Jardins de Vivers de Valence.

### Influence contemporaine
L'intérêt contemporain pour Ausiàs March surgit avec les romantiques, qui considèrent le poète médiéval comme l'un de leurs devanciers, en particulier la Renaixença, le mouvement de « Renaissance » de la langue catalane. Depuis, il est fréquemment présenté comme le premier poète en langue catalane et est un modèle pour ses successeurs.
Ausiàs March est une figure emblématique de l'identité valencienne et du valencianisme culturel. Il est l'une des figures centrales de l'imaginaire valencien avec le roi Jacques Ier, fondateur du royaume, Saint Vincent Ferrier et celle plus controversée de Vicente Blasco Ibáñez.[réf. nécessaire]
À partir de la Renaixença, il est revendiqué par un nombre d'acteurs variés du champ culturel, allant de la revue El Mole à l'association Lo Rat Penat et son œuvre est un modèle pour les poètes en langue catalane. Parmi les plus importants qu'il a profondément influencés on peut citer Carles Riba, Vicent Andrés Estellés ou Pere Gimferrer.
Ausiàs March est en grande partie connu du grand public à travers les interprétations de ses poèmes qu'en a faites le chanteur Raimon, figure de la Nova Cançó catalane au Pays valencien dans les années de la transition démocratique. Durant cette période, March devient un symbole de la revendication du catalan contre la dictature franquiste.
À Valence, une rue et plusieurs institutions culturelles portent son nom, et un monument lui est dédié dans les Jardins de Vivers (voir photo ci-contre).
En 2002, le poète valencien Josep Piera publie Jo sóc aquest que em dic Ausiàs March (« Je suis celui qui s'appelle Ausiàs March », Edicions 62, Barcelone), première biographie romancée d'Ausiàs March,.
En 2009 l'Institution Alphonse le Magnanime et la députation provinciale de Valence organisent un colloque consacré à Ausiàs March à l'occasion du 550e anniversaire de sa mort, donnant lieu à diverses célébrations dont des récitals.